# Parc national Utrechtse Heuvelrug
Pour les articles homonymes, voir Utrechtse Heuvelrug.
Le parc national Utrechtse Heuvelrug est un parc national des Pays-Bas situé dans la région du même nom, l'Utrechtse Heuvelrug, dans la province d'Utrecht. Lors de sa fondation en 2003, le parc couvrait 6 000 ha de landes, de sables mouvants, de forêts, de prairies et de plaines inondables. En 2013, le parc a été étendu à 10 000 ha, ajoutant la zone au nord de l’autoroute A12 lorsque l’écoduc Mollebos a été réalisé. 

## Description
L’Utrechtse Heuvelrug est la deuxième plus grande zone forestière des Pays-Bas. La caractéristique paysagère la plus frappante est la crête glaciaire qui a donné son nom au parc.
L’histoire de la région se reflète dans la grande variété de types de sols, de reliefs et d’utilisation des terres. L’un des principaux objectifs de la gestion est de lutter contre la fragmentation écologique, résultant des nombreuses routes de la région. Pour ce faire, plusieurs écoducs et autres passages fauniques sont construits ou prévus pour relier les réserves naturelles. En plus de supprimer les clôtures et de créer des couloirs verts, cela devrait permettre la migration de la flore et de la faune, y compris les grands animaux tels que les cerfs.
Le 1er janvier 2006, plusieurs localités de la région (Amerongen, Doorn, Driebergen-Rijsenburg, Leersum et Maarn) se sont réunies pour former la nouvelle commune d'Utrechtse Heuvelrug.

## Animaux
Parmi les animaux qui vivent dans le parc, le chevreuil, le blaireau et le renard sont parfois visibles et la martre des pins, rare. Plus de 100 espèces d’oiseaux vivent dans le parc, parmi lesquelles le pic noir, le corbeau et la gorge bleue. Dans la région marécageuse près du château d’Amerongen, le petit butor est une espèce rare.

## Galerie

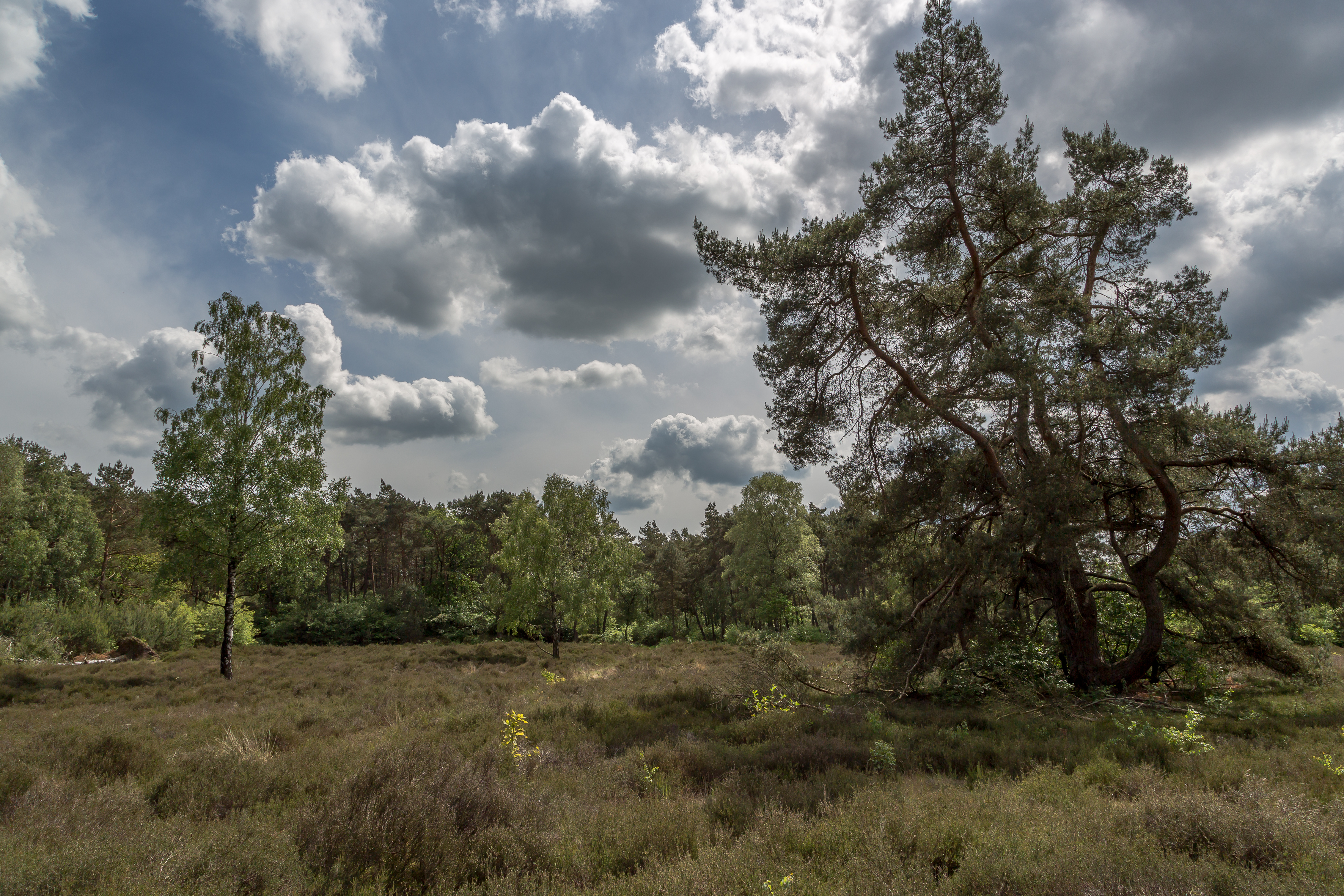
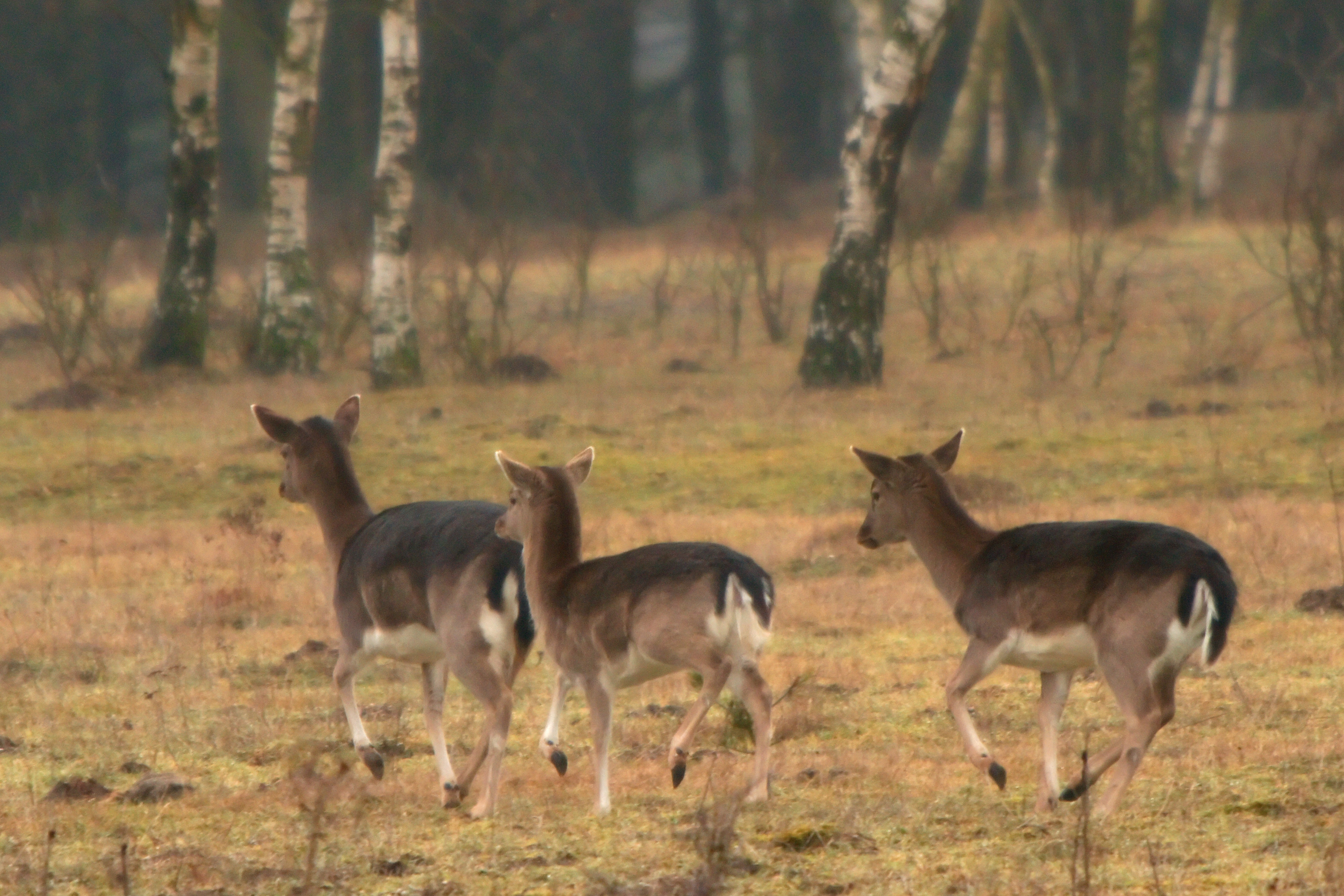
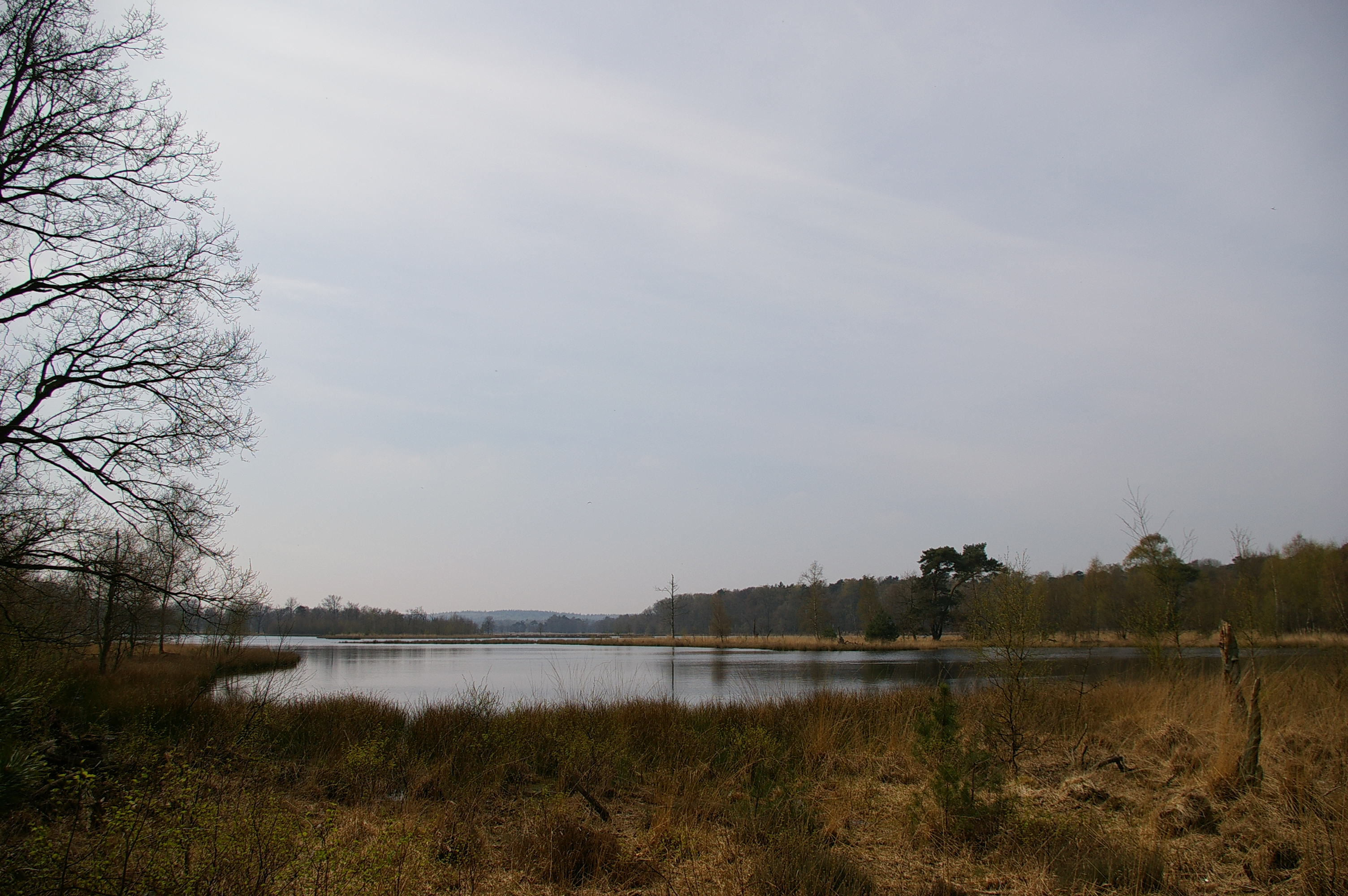
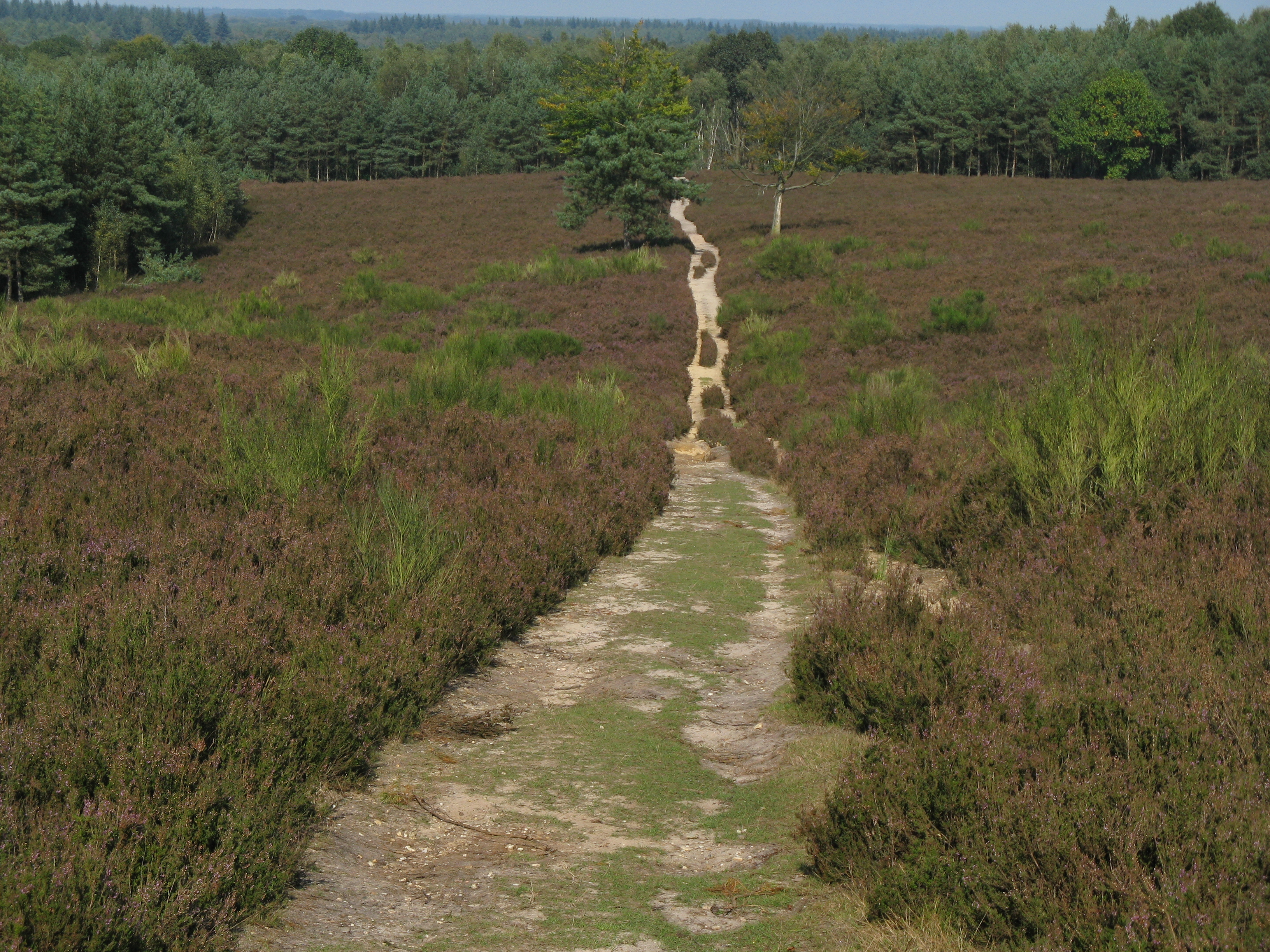
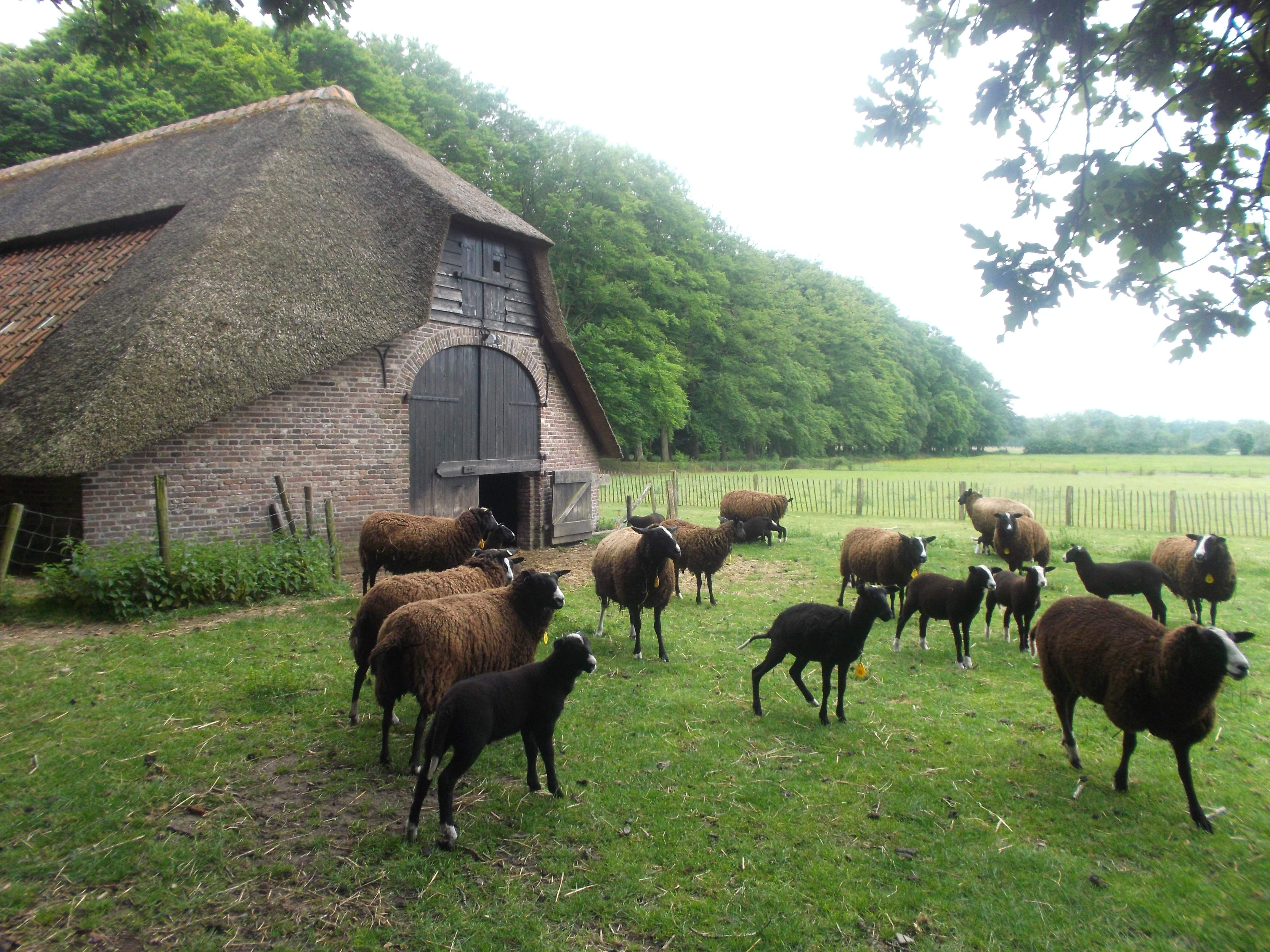
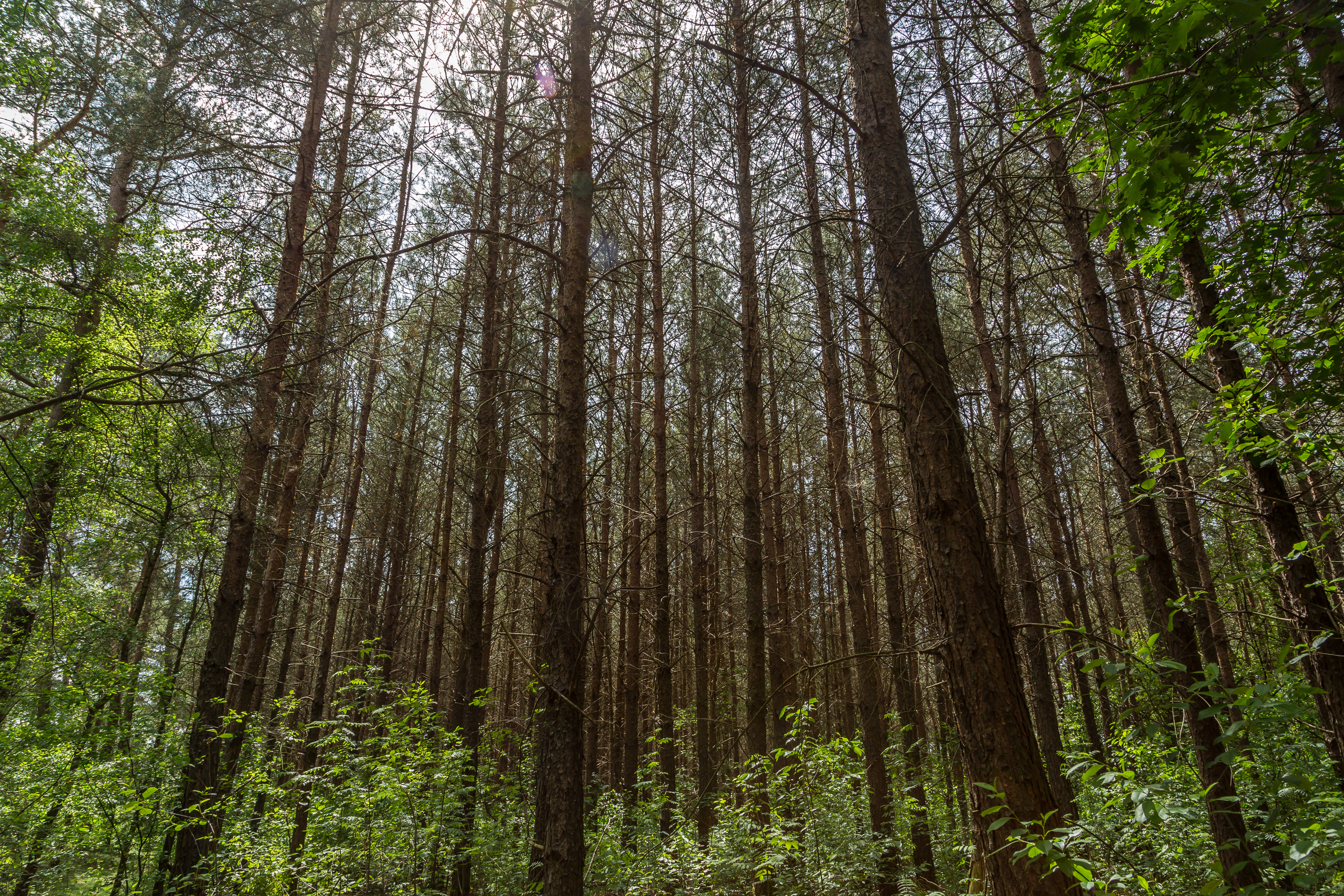
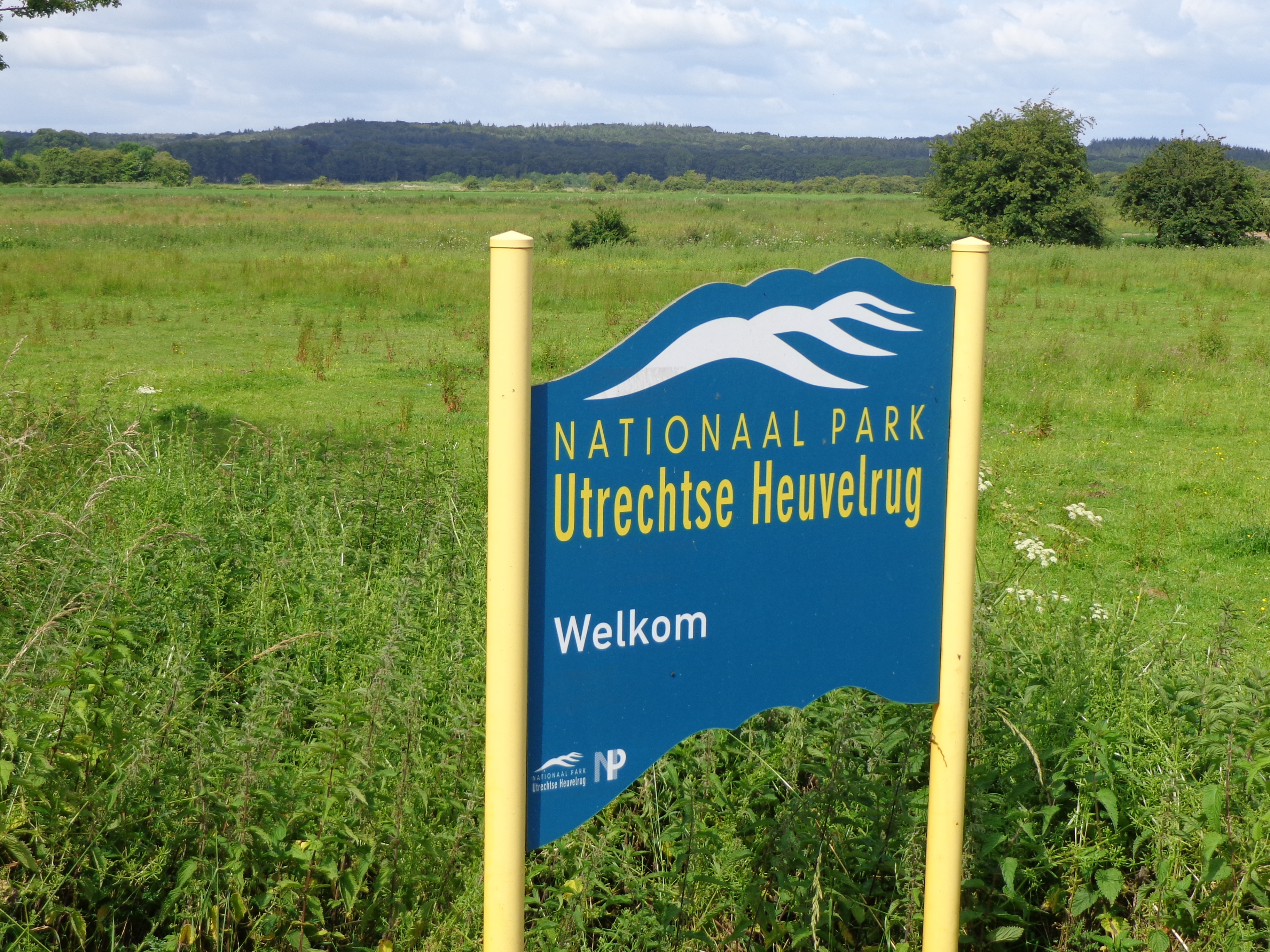